# به نام پدر (فیلم ۱۳۸۴)
به نام پدر فیلمی به کارگردانی و نویسندگی ابراهیم حاتمی‌کیا و محصول سال ۱۳۸۴ است. موضوع این فیلم دربارهٔ سال‌های پس از جنگ ایران و عراق و عوارض مادی و عاطفی آن است.

## خلاصه داستان
فیلم دربارهٔ رابطه یک پدر بسیجی و دختر جوانش است که مینهای باقیمانده از دوران جنگ باعث مجروح شدنش شده است.

## بازیگران
- پرویز پرستویی
- گلشیفته فراهانی
- مهتاب نصیرپور
- کامبیز دیرباز
- سید مهرداد ضیایی
- افشین هاشمی
- میرطاهر مظلومی
- کاظم هژیرآزاد
- شبنم مقدمی

## جوایز
| قسمت                       | نامزد            | نتیجه    | جایزه        |
| -------------------------- | ---------------- | -------- | ------------ |
| بهترین فیلم                | محمد پیرهادی     | برنده    | سیمرغ بلورین |
| بهترین کارگردانی           | ابراهیم حاتمی‌کیا | نامزدشده | دیپلم افتخار |
| بهترین بازیگر نقش اول مرد  | پرویز پرستویی    | برنده    | سیمرغ بلورین |
| بهترین بازیگر نقش مکمل مرد | کامبیز دیرباز    | نامزدشده |              |
| بهترین بازیگر نقش مکمل زن  | مهتاب نصیرپور    | برنده    | سیمرغ بلورین |
| بهترین موسیقی متن          | محمدرضا علیقلی   | نامزدشده |              |
| بهترین چهره‌پردازی          | مهرداد میرکیانی  | برنده    | سیمرغ بلورین |
| بهترین تدوین               | سهراب خسروی      | نامزدشده |              |